# Охрімівська волость
Охрімівська волость — адміністративно-територіальна одиниця Мелітопольського повіту Таврійської губернії.
Станом на 1886 рік складалася з 5 поселень, 4 сільських громад. Населення — 5840 осіб (2952 чоловічої статі та 2888 — жіночої), 700 дворових господарств.
|                     | Площа, десятин | У тому числі орної, дес. |
| ------------------- | -------------- | ------------------------ |
| Сільських громад    | 17306          | 9578                     |
| Приватної власності | 68             | 5                        |
| Казенної власності  | 7182           | —                        |
| Іншої власності     | 292            | 292                      |
| Загалом             | 24848          | 9875                     |

Найбільші поселення волості:
- Охрімівка — село при озері Мольжмі за 42 версти від повітового міста, 2179 осіб, 250 дворів, православна церква, 2 школи, 2 лавки, бондарня, 2 кожевених заводи, 2 ярмарки: 15 серпня та сирної неділі. За 34 версти — 6 рибних заводів. За 57 версти — 14 рибних заводів.
- Горіле — село при заплаві Азовського моря, 1561 особа, 189 дворів, православна церква, 3 лавки.
- Давидівка — село при Утлюкському лимані, 1370 осіб, 165 дворів, православна церква, школа, 2 лавки.
- Кирилівка — село при Азовському морі, 717 осіб, 93 дворів.